# The Royal Book of Oz
The Royal Book of Oz, publicado em 1921, é o décimo-quinto livro sobre a terra de Oz, e o primeiro escrito por Ruth Plumly Thompson após a morte de L. Frank Baum. Embora Baum seja creditado como autor, foi escrito inteiramente por Thompson. As edições subseqüentes, a partir da década de 1980, são corretamente atribuídas à Ruth Thompson.